# Ball de Pastorets de Vilafranca
El Ball de Pastorets de Vilafranca és un ball de pastorets del seguici festiu de la Festa Major de Vilafranca del Penedès les primeres referències del qual són de principis del segle xix.

## Història

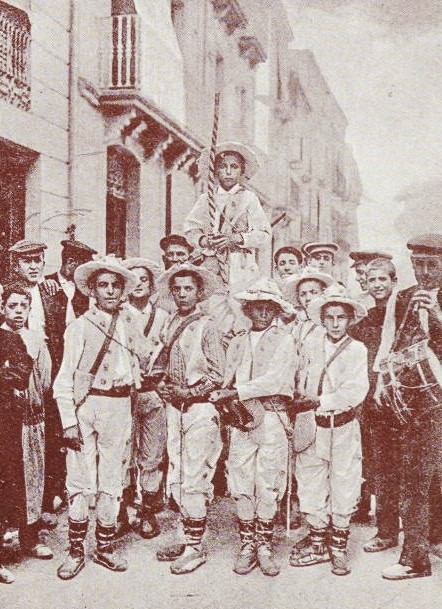
Imatge del Ball de Pastorets de Vilafranca abans de 1920

Les primeres referències del ball són del 10 de novembre de 1802, quan va participar juntament amb la Moixiganga i el Ball de Valencians en el seguici de recepció al rei Carles IV. El 1920 van desaparèixer del seguici de sant Fèlix, fins que va ser recuperat l'any 1980.

## Indumentària
El vestuari, que és igual per a tots els membres de la colla, està format de pantalons blancs amb floretes de roba al lateral (vermelles, grogues i verd) i camisa blanca. Els balladors porten una samarra i un bastó, de fusta de magraner i d'uns 70 cm, una carabassa, un fuet i un sarró. Calcen espardenyes de set vetes vermelles i es cobreixen el cap amb un barret de palla, amb flors de roba dels colors representatius del grup, camalls amb tres tires de cascavells i corbatí vermell. El 2016 el ball va estrenar un nou vestuari que seguia la línia de la indumentària tradicional.

## Música i coreografies
Antigament, era un ball parlat que alternava les danses amb parlaments de caràcter irònic, tanmateix, actualment només se n'ha recuperat la part coreogràfica. Es distingien els personatges del Majoral, el Rabadà i el Capità.

Les melodies i coreografies del ball —algunes de les quals han estat manllevades del Ball de Cercolets o d'altres punts del Penedès— són la Passada o la Ela, el Pont, la Bota, la Barrejada i la Marejada. Una de les coreografies més emblemàtiques és l'Exercici o la Campana, dansa al final de la qual se superposen tots els bastons per fer-ne una base que serveix per sostenir el Rabadà que des de dalt recita el vers següent:
| « | Gloriós sant Fèlix, que de Vilafranca n'és patró, i visca la Festa Major! | » |

El 2018 es va incorporar una nova coreografia: El braguer. Tradicionalment, el ball havia dansat al so de la manxa borrega, flabiol i tamborí, quan es va recuperar el ball el 1980 era acompanyat en un primer moment per gralles i més endavant per acordió diatònic. Actualment, el Ball de Pastorets torna a estar acompanyat per una formació de mitja cobla.